# Sida vagans
Sida vagans är en malvaväxtart som beskrevs av Antonio Krapovickas. Sida vagans ingår i släktet sammetsmalvor, och familjen malvaväxter. Inga underarter finns listade i Catalogue of Life.